# 雷朗族
雷朗族（Luilang）為台灣平埔族原住民。主要分布在新北市中和、三峽一帶，及桃園市一些地區。以魚獵、種薯等方式維生，大致在台北盆地西部、南部和桃園一帶的水陸地域活動。大約在清朝乾隆時期前後，被陸續前來墾拓的福建移民所沖散，族群現因漢化關係而難以識別。
之前將其歸為巴賽族的一支，兩族地域區別為淡水河北岸和基隆河流域為巴賽族的分布區，淡水河南岸到中和、板橋，及新店溪以南為雷朗族分布區。其主要的部落包括有南港社、雷里、龍匣口社、里末社、擺接社、武朥灣、秀朗社、龜崙蘭社、擺接社、南港社、挖仔社等社群，而在大台北盆地加上巴賽族的部落大約有二十三社之多。
雷朗族的名稱源自日本史學家小川尚義用台北東園的「雷」里社及中和的秀「朗」社，結合兩個蕃社取一字種「雷朗族」。

## 聚落

### 臺北市
- 沙麻廚社
- 雷裏社
- 了阿八里社（龍匣口社）

### 新北市
| - 武朥灣社 - 擺接社 - 里末社 | - 龜崙蘭社 - 秀朗社 - 挖仔社（瓦烈社） |